# Brachystelma brevitubulatum
Brachystelma brevitubulatum är en oleanderväxtart som först beskrevs av Richard Henry Beddome, och fick sitt nu gällande namn av James Sykes Gamble. Brachystelma brevitubulatum ingår i släktet Brachystelma och familjen oleanderväxter. Inga underarter finns listade i Catalogue of Life.